# Parque nacional Bosque Fray Jorge
Parque Nacional Fray Jorge es un parque nacional chileno, ubicado en la comuna de Ovalle, Región de Coquimbo, cerca de la ciudad de Ovalle. Fue creado en 1941, durante el gobierno de Juan Antonio Ríos con el fin de preservar uno de los ecosistemas relicto más exclusivos de Chile. 
El Parque se ubica en el sector costero, frente al océano Pacífico, sobre la Cordillera de Talinay; su principal atractivo es ser un lugar con características de bosque frondoso junto al desierto de Atacama, el más árido del planeta.
Es el único sitio certificado con cielos oscuros libres de contaminación (starlight) de Sudamérica.

## Características
Su característica particular es que es el remanente más septentrional del bosque húmedo pluvial valdiviano, quedando aislado del resto del bosque templado por la desaparición de estos producto del fin del último periodo glaciar.
Investigaciones genéticas recientes basadas en metazoos  sugieren que el Bosque Fray Jorge es un relicto de los bosques que ocuparon ese paisaje durante el Paleógeno/Neógeno, el cual se retrajo debido a la aridificación de la región, con una edad aproximada de divergencia con los bosques australes de más de 20 millones de años.
Este remanente se mantuvo gracias a un fenómeno climático particular, que es la condensación de la niebla costera (camanchaca) producto del cruce de la corriente de Humboldt con los vientos provenientes del mar. Esto crea un ambiente húmedo particular (microclima) que mantiene —ya en un grado de deterioro importante— las características del bosque. El lugar presenta una pluviometría anual que supera los 250 mm. incluso llegando en años lluviosos hasta valores cercanos a los 800 o 1000 mm. 
Esta característica de bosque relictual determina que en él se encuentren los límites extremos septentrionales de diversas especies de la flora de Chile, tales como el árbol olivillo (Aextoxicon punctatum), la enredadera epífita medallita (Sarmienta scandens) o el copihue (Lapageria rosea), la flor nacional de Chile, aunque esta última parece haber sido introducida al parque durante el siglo XX.
En 1977 fue declarado Reserva de la Biosfera por la Unesco
Además de su variedad de fauna.

## Vías de acceso
Desde Santiago, tomar la ruta 5 Panamericana o Autopista del Elqui hasta el km 387, seguir por un camino lateral hacia el poniente (Ruta D-540) que en 22 km hasta la entrada al Parque. En el km 27 se pasa a través de algunas comunidades agrícolas que colindan con el parque. Este camino es de tierra y se conserva en buen estado todo el año. El sendero donde se inicia el recorrido hacia el bosque valdiviano, se encuentra a 10 km de la entrada del Parque Fray Jorge , por lo que se debe tomar un camino de tierra empinado y lleno de curvas, que no se encuentra en muy buen estado.
Desde Coquimbo, tomar la ruta 5 o Autopista del Elqui hacia el sur hasta el km 387 y desde allí seguir camino lateral hacia el oeste (Ruta D-540). Son 110 km en una hora y 45 minutos. Se ubica a 116  km al sur de la ciudad de La Serena.
Desde la ciudad de Ovalle se debe tomar la ruta D-501, 1 kilómetro antes de Cerros de Tamaya que desvía hacia al oeste para empalmar con la Ruta D-535 junto a la Ruta 5.

## Galería

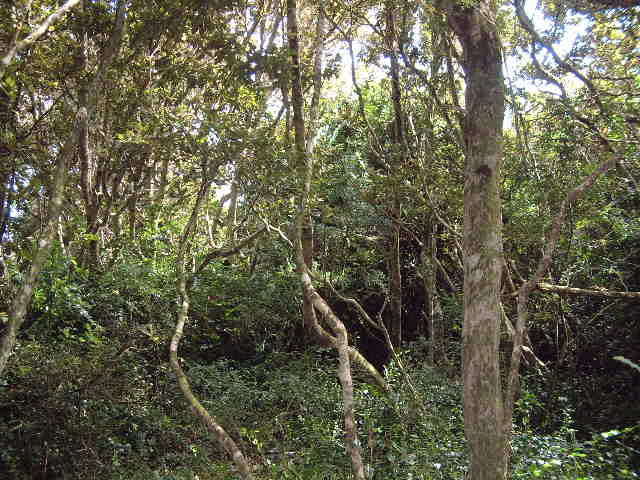
Bosques de olivillo
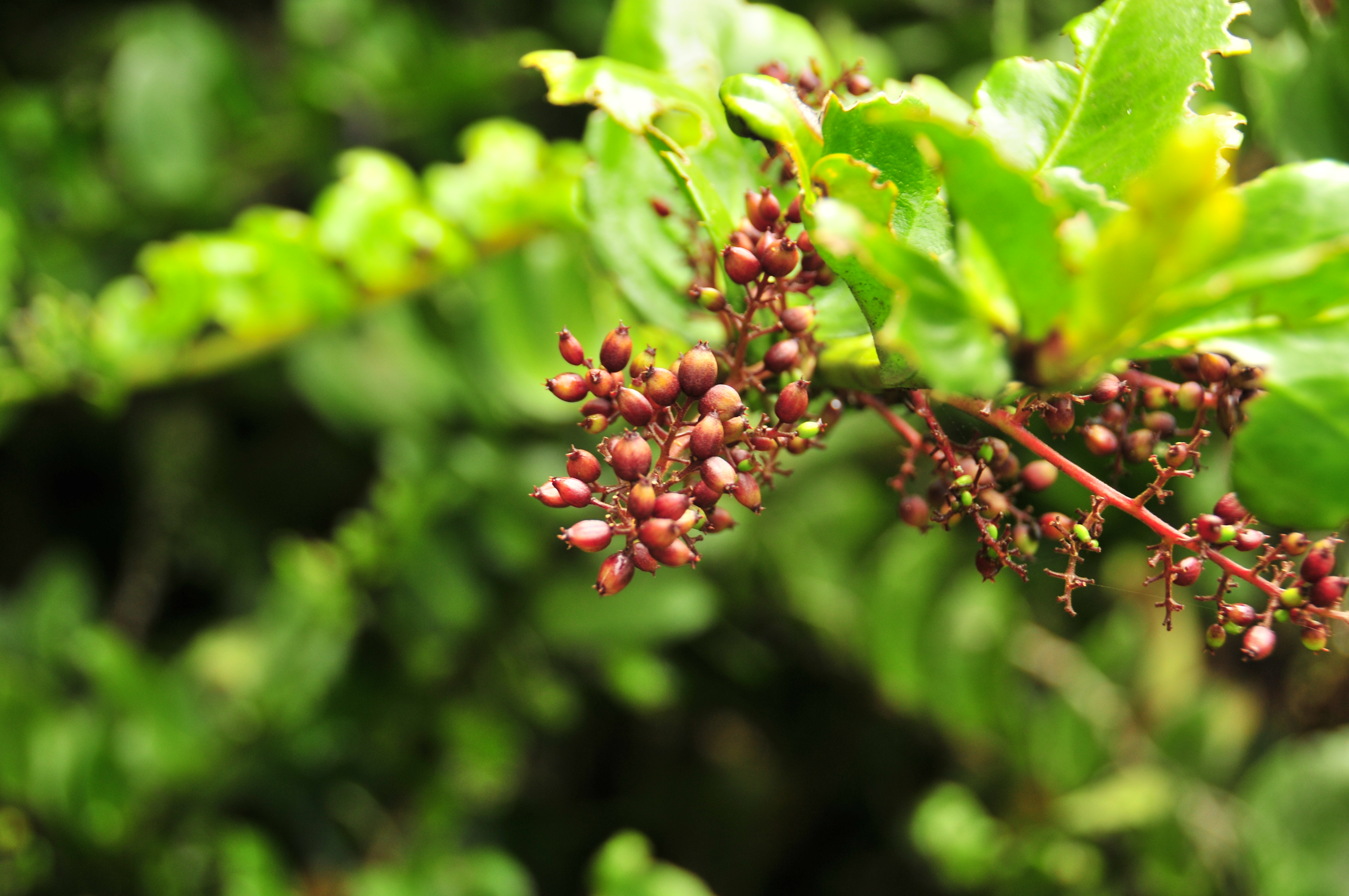
Bosques de olivillo
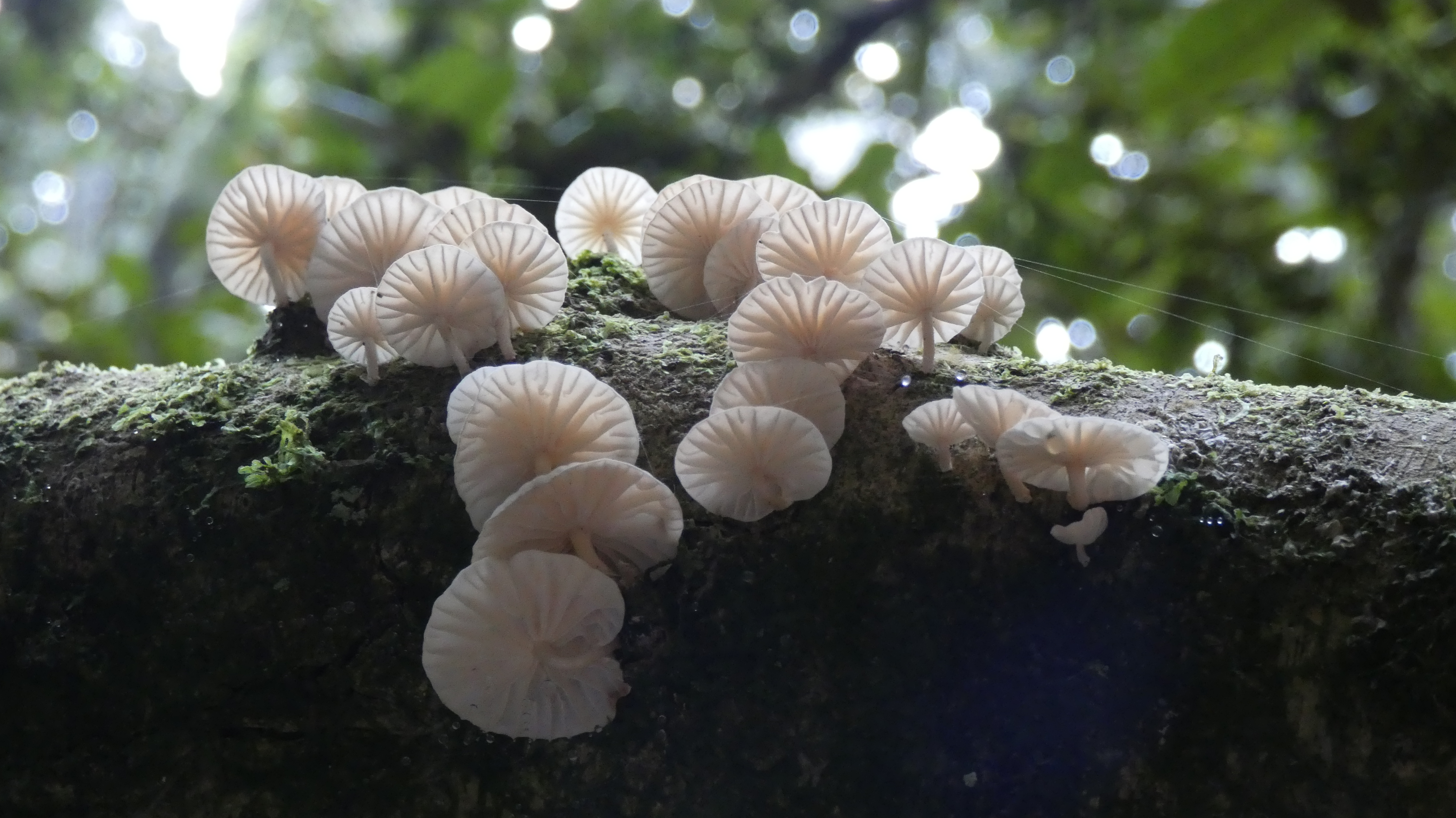
Hongos en el sotobosque
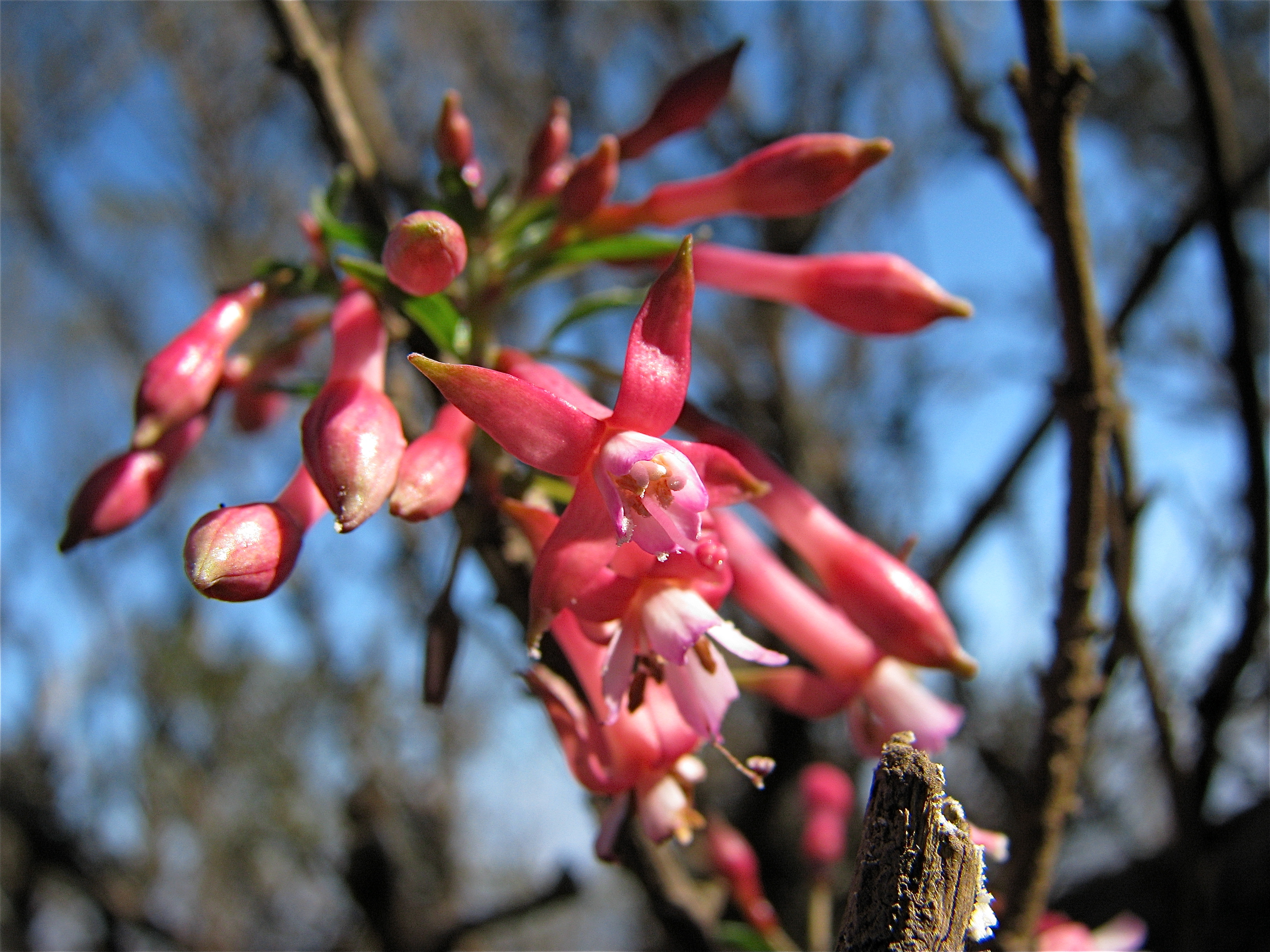
Fuchsia lycioides
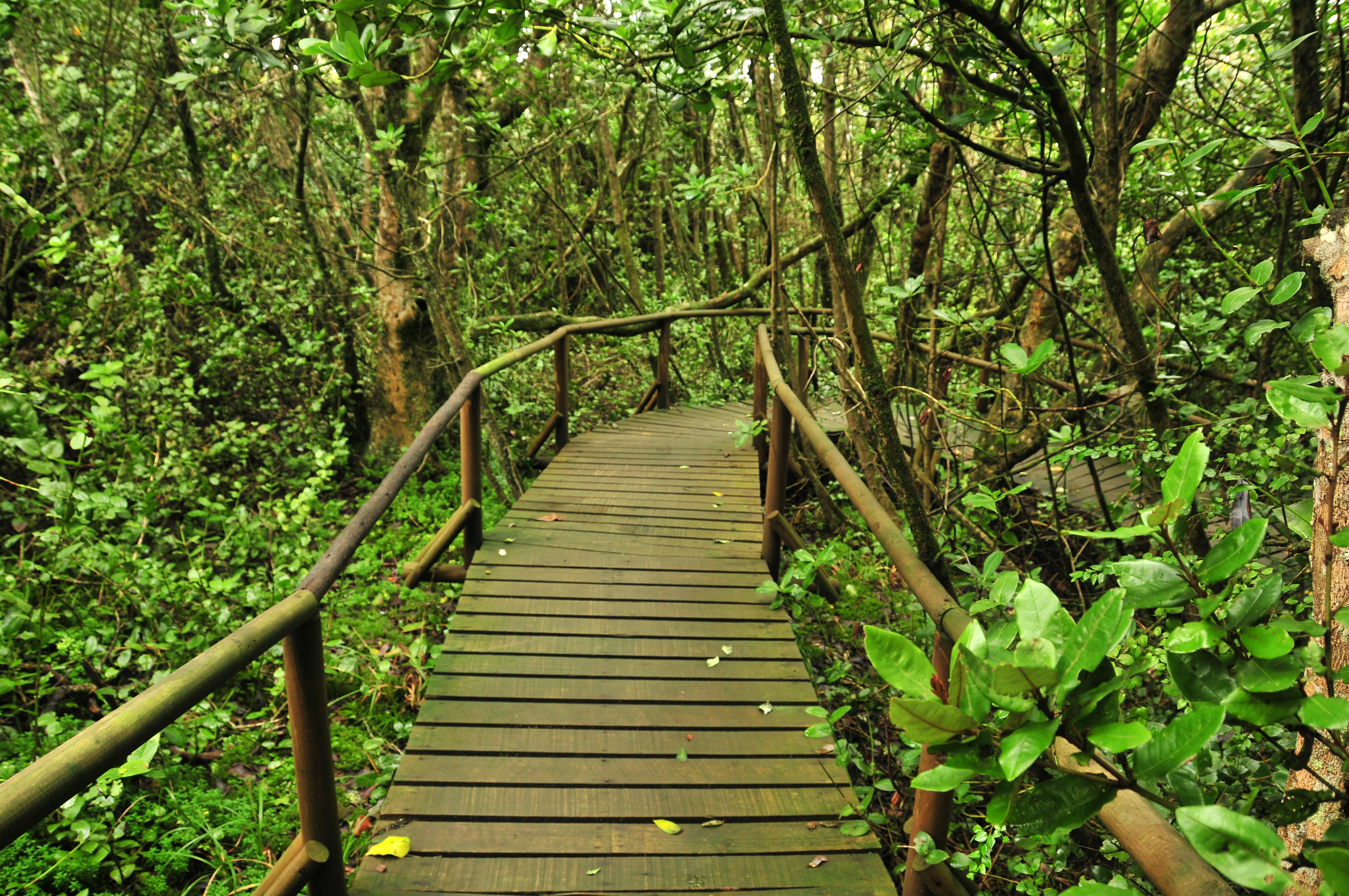
Senderos de Fray Jorge

Senderos Galería

## Flora y Fauna
En el parque nacional Fray Jorge puede encontrarse una gran diversidad de Flora y Fauna debido al clima que existe en la zona. Pueden verse diversidad de aves, entre las cuales destacan los Tucúqueres, Picaflores, Aguiluchos y otros, así como de Guanacos, Degús, Zorros y Pumas.

#### Picaflor

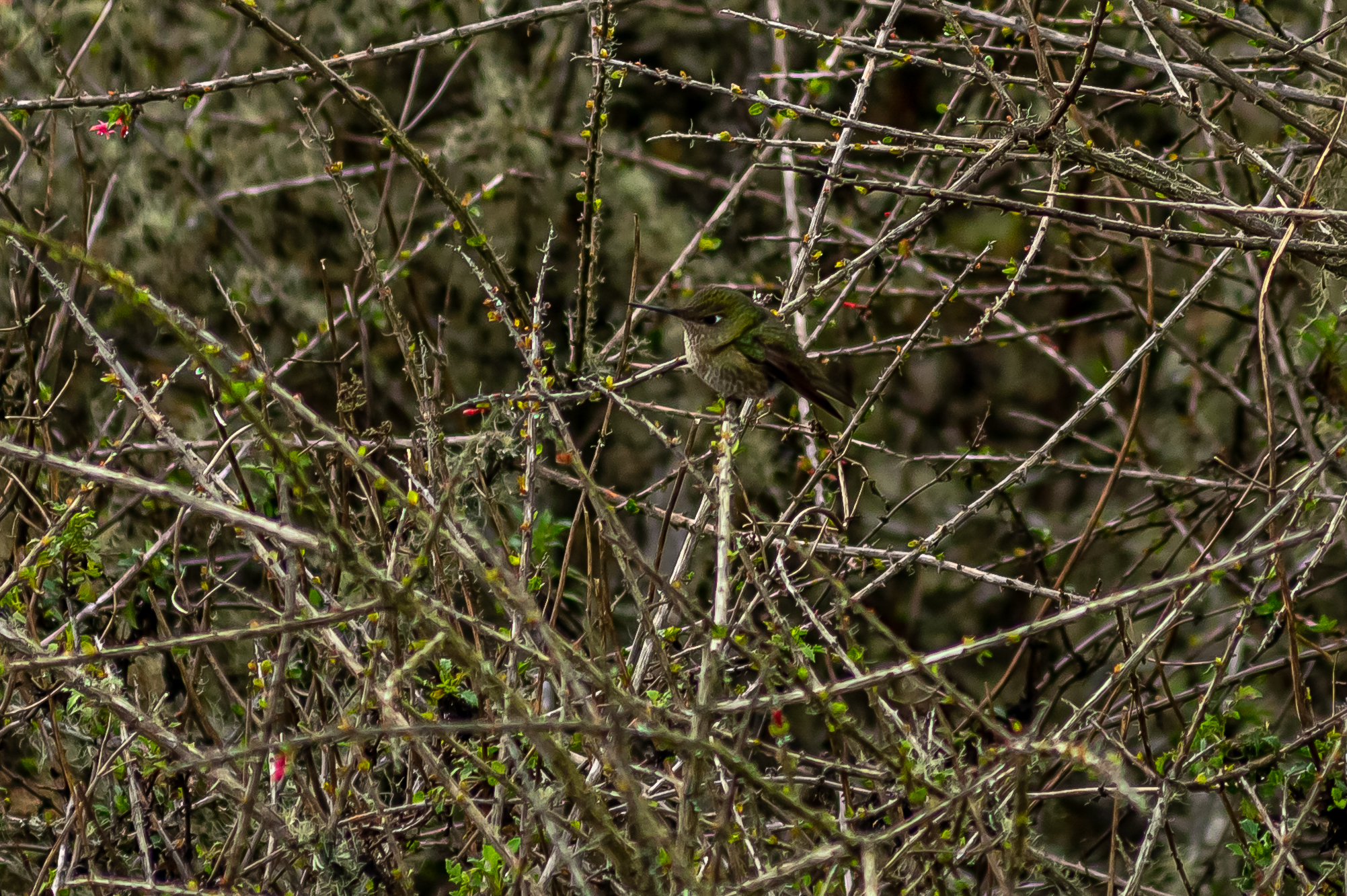
Picaflor. Esta pequeña ave, de no más de 11 centímetros de tamaño habita desde Atacama hasta Tierra del Fuego. Se alimenta del polen y del néctar de las flores

#### Tucúquere

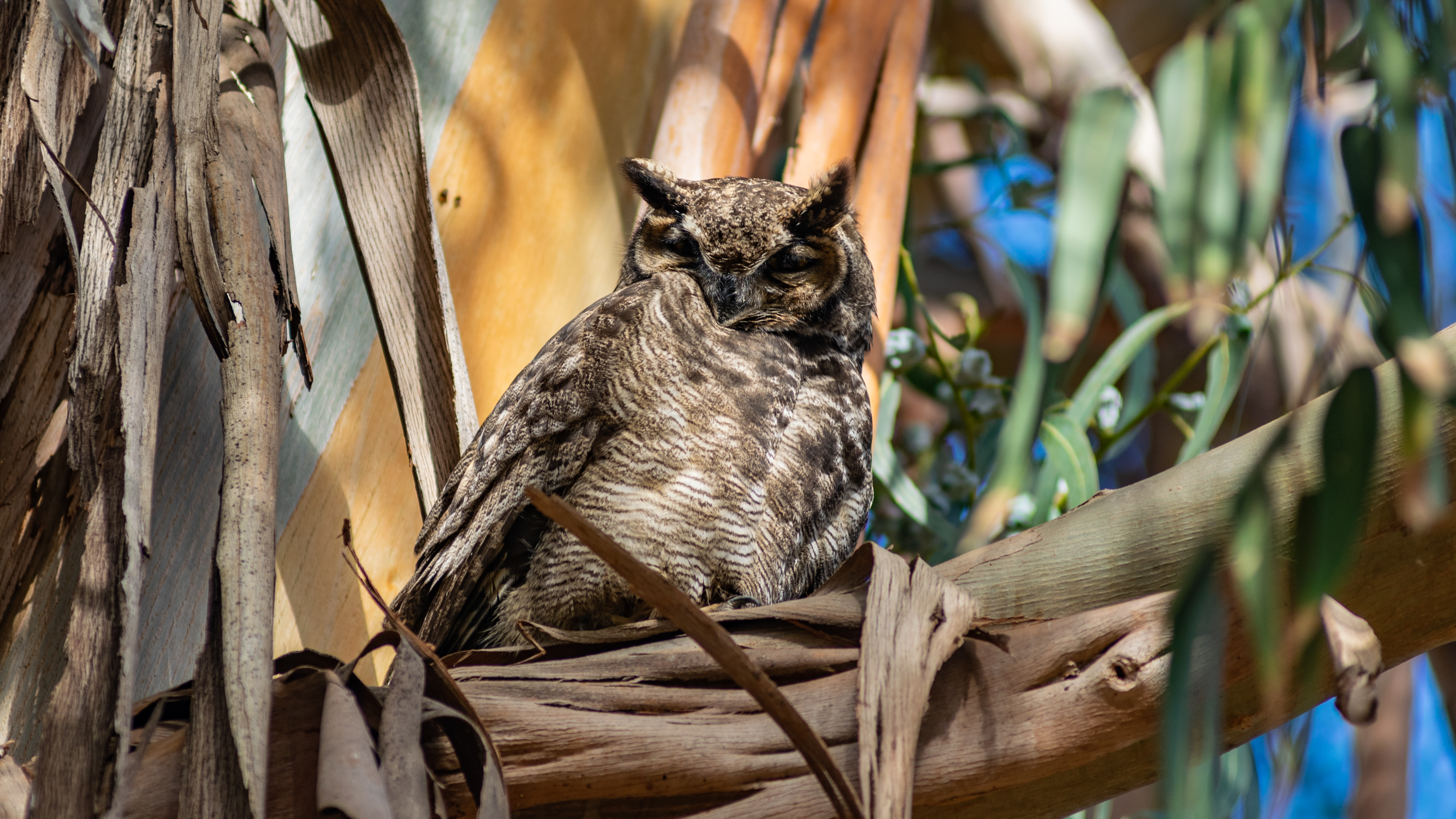
Bubo virginianus magellanicus. Esta ave nocturna, comúnmente llamada Tucúquere, habita gran parte del territorio chileno

#### Guanaco

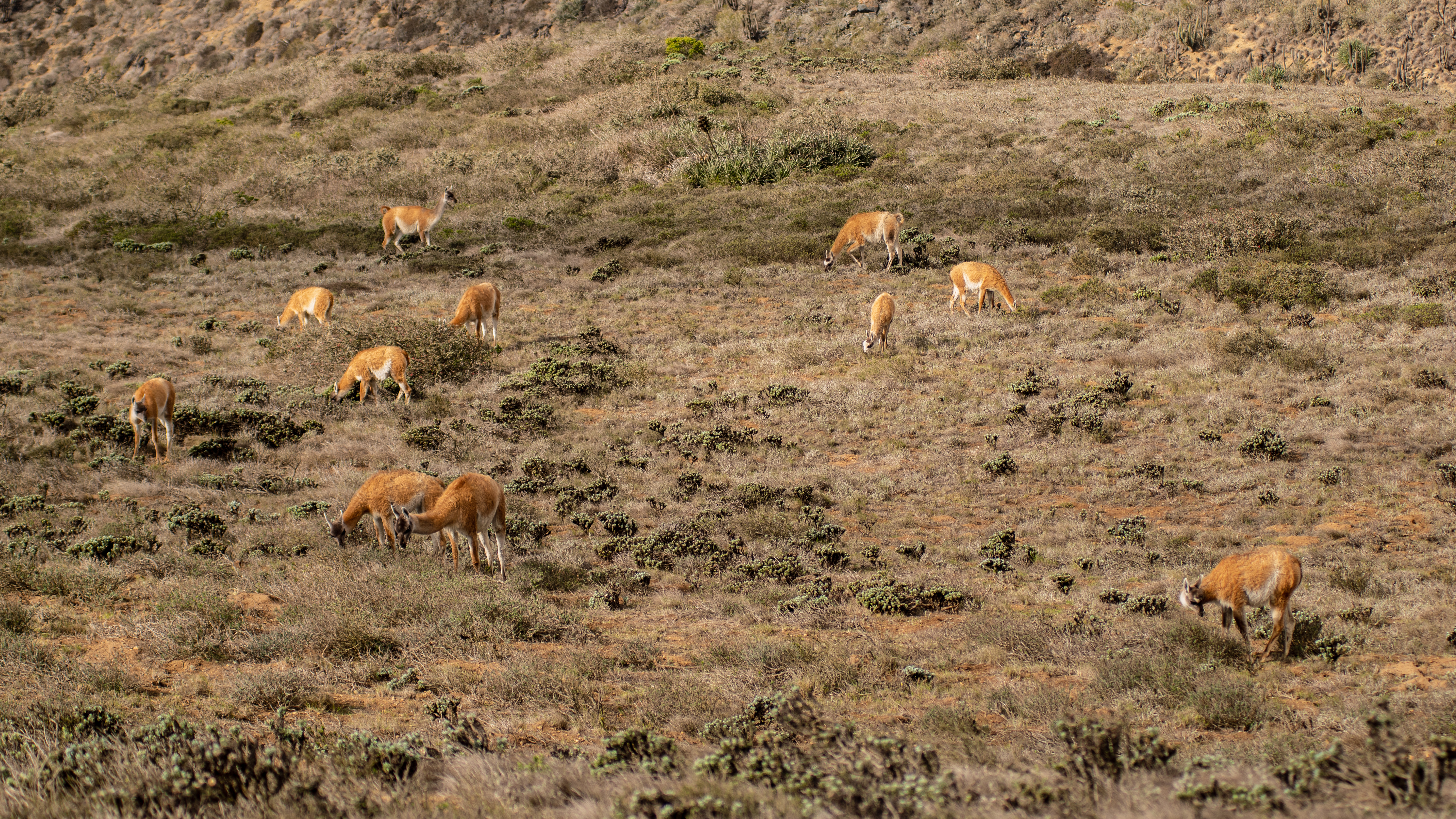
Lama guanicoe, Guanaco. Este mamífero, perteneciente a la familia Camelidae, es típico de América del Sur. Posee un pelaje muy denso que lo protege.

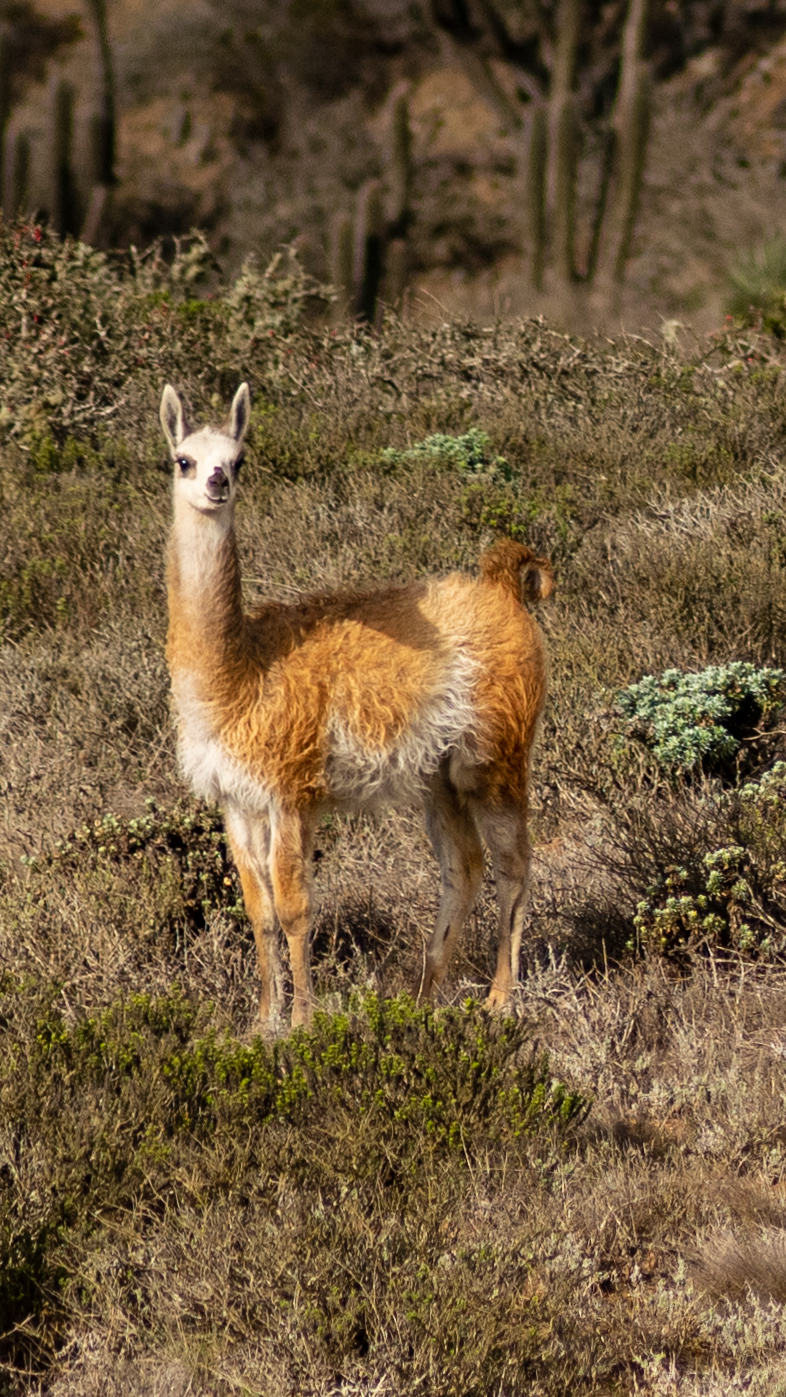
Guanaco en Fray Jorge

## Visitantes
Este parque recibe una gran cantidad de visitantes chilenos y extranjeros cada año.
| Año         | 2012   | 2013   | 2014   | 2015   | 2016   | 2017  | 2018   | 2019   | 2020  | 2021   | 2022   | 2023   | 2024   |
| ----------- | ------ | ------ | ------ | ------ | ------ | ----- | ------ | ------ | ----- | ------ | ------ | ------ | ------ |
| chilenos    | 16.145 | 14.756 | 19.124 | 17.206 | 22.475 | 5.212 | 31.884 | 28.155 | 7.810 | 13.663 | 14.885 | 10.798 | 18.571 |
| extranjeros | 1.227  | 920    | 1.188  | 932    | 837    | 244   | 707    | 1.249  | 0     | 0      | 264    | 276    | 610    |
| Total       | 17.372 | 15.676 | 20.312 | 18.138 | 23.312 | 5.456 | 32.591 | 29.404 | 7.810 | 13.663 | 15.149 | 11.074 | 19.181 |

## Protección del subsuelo
El parque nacional Bosque de Fray Jorge cuenta con una protección de su subsuelo como lugar de interés científico para efectos mineros, según lo establece el artículo 17 N.º 2 del Código de Minería. Estas labores solo pueden ser ejecutadas mediante un permiso escrito por el presidente de la República y firmado además por el ministro de Minería.
La condición de lugar de interés científico para efectos mineros fue establecida mediante Decreto Supremo N°132 de 29 de agosto de 1989 y publicado el 31 de octubre de 1989.
 que fija el polígono de protección.